# Sternenpark Isergebirge

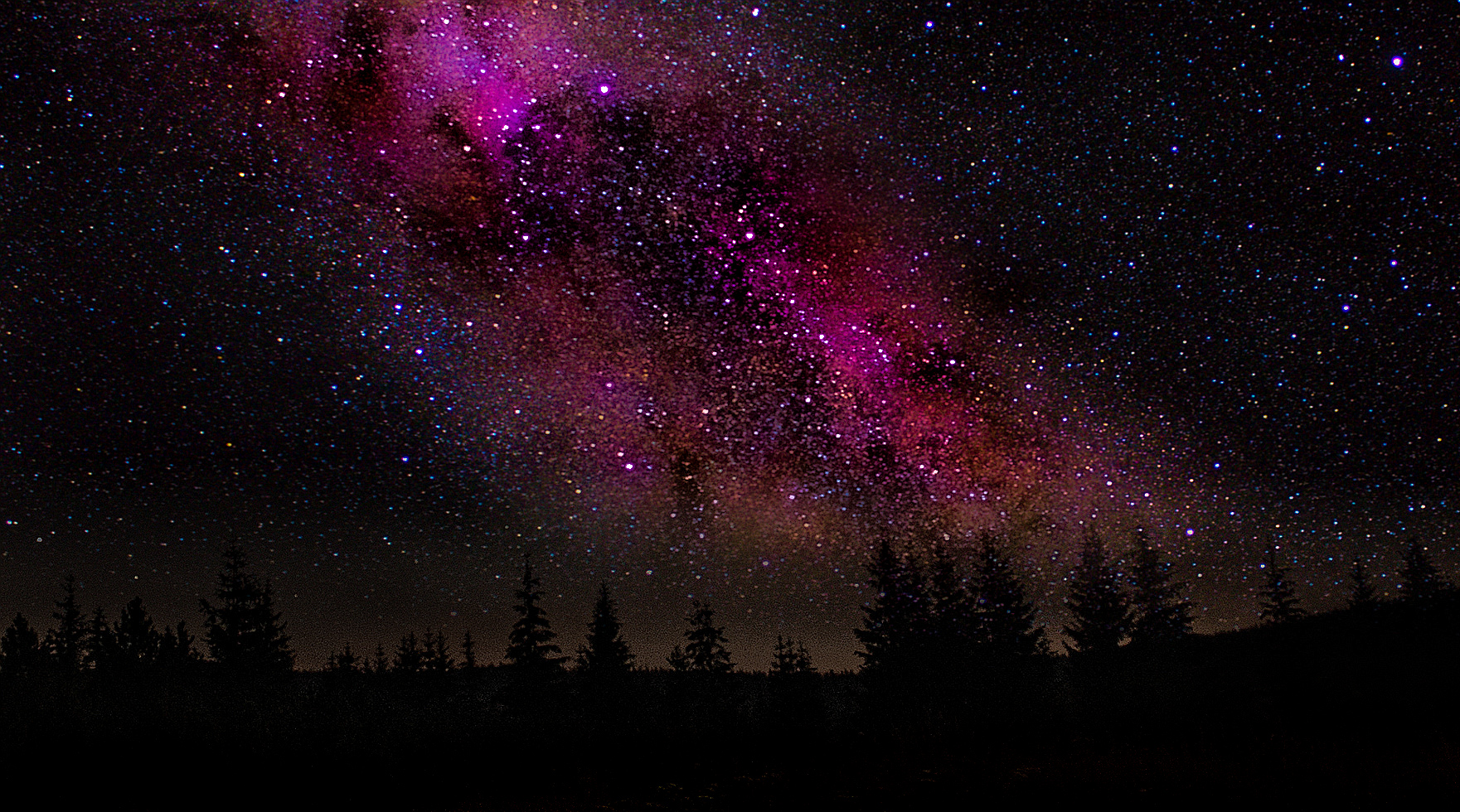
Milchstraße über dem Isergebirge

Der Sternenpark Isergebirge (polnisch: Izerski Park Ciemnego Nieba - IPCN, tschechisch: Jizerská oblast tmavé oblohy - JOTO) ist das erste transnationale Lichtschutzgebiet. Es befindet sich im Isergebirge in Polen und Tschechien.

## Beschreibung
Nachdem man erkannt hatte, dass im Isergebirge aufgrund des sehr dunklen Nachthimmels nahezu ideale Bedingungen für die astronomische Beobachtung und Forschung vorliegen, wurde auf Initiative des Astronomischen Instituts der Universität Breslau am 4. November 2009 im Zuge des Internationalen Jahr der Astronomie 2009 das Lichtschutzgebiet Iser gegründet. Es basiert auf einem Vertrag zwischen dem Astronomischen Instituts der Universität Breslau mit der Akademie der Wissenschaften der Tschechischen Republik sowie den betroffenen Gemeinden beidseits der Grenze. Es ist das erste Lichtschutzgebiet in Polen und in Tschechien sowie weltweit das erste transnationale Lichtschutzgebiet. Um das Isergebirge gibt es keine Großstädte. Größere Städte wie Görlitz, Jelenia Góra oder Liberec liegen weit genug weg, um den Nachthimmel über dem Gebirge nicht zu beeinträchtigen.  